# Alberto Carfagna
Alberto Carfagna (26 novembre 1957) è un allenatore di calcio a 5 ed ex giocatore di calcio a 5 argentino.

## Carriera
Come massimo riconoscimento in carriera Carfagna vanta la partecipazione a due campionati del mondo (1989 e 1992) con la Nazionale maschile di calcio a 5 dell'Argentina. In entrambe le edizioni, il percorso dell'Albiceleste si è interrotto nella seconda fase.